# Prudent De Bruyne
Prudent De Bruyne (* 3. Dezember 1905 in Brüssel oder Klerken (Provinz Westflandern); † unbekannt) war ein belgischer Radrennfahrer und nationaler Meister im Radsport.

## Sportliche Laufbahn
De Bruyne war Bahnradsportler und Teilnehmer der Olympischen Sommerspiele 1924 in Paris. Im Sprint schied er in der 2. Runde aus.
1925 gewann er die nationale Meisterschaft im Sprint der Amateure vor Albert De Bunné. 1927 und 1928 wurde er Sprintmeister bei den Unabhängigen.